# 马格尼特卡 (市级镇)
马格尼特卡（羅馬化：Magnitka）是俄罗斯车里雅宾斯克州的市级镇，为该州库萨区第二大聚居地，也是该区唯一唯一的一座市级镇。地处车里雅宾斯克州西部，位于伏尔加河流域阿伊河一支流库萨河畔，在区行政中心库萨东、州府车里雅宾斯克西偏北方。附近较大城市有兹拉托乌斯特和米阿斯。
该地2022年人口有4,502人；2010年人口5,170；2002年人口5,826；1989年人口7,198。